# Кастрело-до-Валь
Кастрело-до-Валь (гал. Castrelo do Val, ісп. Castrelo del Valle) — муніципалітет в Іспанії, у складі автономної спільноти Галісія, у провінції Оренсе. Населення — 1241 осіб (2009).
Муніципалітет розташований на відстані близько 360 км на північний захід від Мадрида, 55 км на південний схід від Оренсе.
Муніципалітет складається з таких паррокій: Кампобесеррос, Кастрело-до-Валь, Гондульфес, Носедо-до-Валь, Парада-да-Серра, Пепін, Піорнедо, Портокамба, Сервой.

## Демографія
Динаміка населення (INE ):

## Галерея зображень

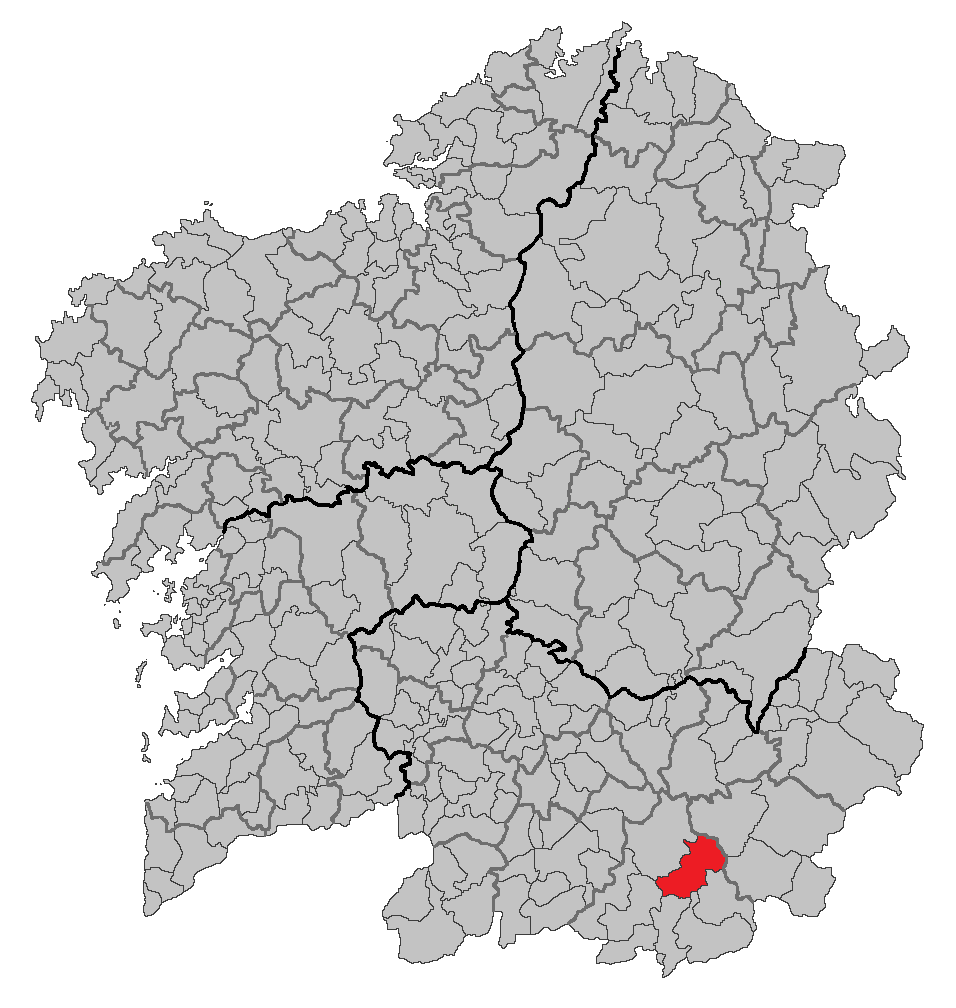
Розташування муніципалітету